# Analyseverlamming
Analyseverlamming (of verlamming door analyse ) beschrijft een individueel of groepsproces waarbij het overanalyseren of te veel nadenken over een situatie ervoor kan zorgen dat de voortgang of besluitvorming 'verlamd' raakt. Dit betekent dat er binnen een natuurlijk tijdsbestek geen oplossing of handelwijze wordt bepaald.
Soms wordt een situatie als te ingewikkeld beschouwd en wordt er nooit of veel te laat een beslissing genomen, omdat men bang is dat er een groter probleem ontstaat. Iemand kan verlangen naar een perfecte oplossing, maar bang zijn om een beslissing te nemen die tot fouten kan leiden, terwijl hij op weg is naar een betere oplossing. Evenzo kan iemand geloven dat een superieure oplossing binnen handbereik is en daardoor blijven steken in de eindeloze zoektocht ernaar, zonder besef van de afnemende meeropbrengst. Aan de andere kant van het tijdsspectrum staat de uitdrukking ‘falen door instinct’, wat verwijst naar het nemen van een fatale beslissing op basis van een overhaast oordeel of een instinctieve reactie.
Analyseverlamming ontstaat wanneer de angst om een fout te maken of een betere oplossing mis te lopen zwaarder weegt dan de realistische verwachting of potentiële waarde van succes bij het nemen van een tijdige beslissing. Deze disbalans leidt tot het onderdrukken van besluitvorming in een onbewuste poging om bestaande opties te behouden. Een overvloed aan opties kan de situatie overweldigend maken en tot deze ‘verlamming’ leiden, waardoor men niet meer in staat is een beslissing te nemen. Dit kan een groter probleem worden in kritieke situaties waarin een beslissing moet worden genomen, maar iemand niet snel genoeg een reactie kan geven. Dit kan mogelijk leiden tot een groter probleem dan wanneer er wél een beslissing was genomen.